# Automotrice FFS RBe 4/4
L'automotrice RBe 4/4 delle Ferrovie Federali Svizzere è un'automotrice elettrica progettata per il servizio locale sulla ferrovia del Gottardo.

## Storia
I primi sei prototipi, numerati da 1401 a 1406, vennero costruiti nel 1959-60. Ad essi seguirono dal 1963 al 1966 le 76 unità di serie, numerate da 1407 a 1482. La tecnica dell'epoca rese necessario il posizionamento delle apparecchiature nel sottocassa, con la conseguenza di un pianale alto e di una qualità di marcia non eccelsa.

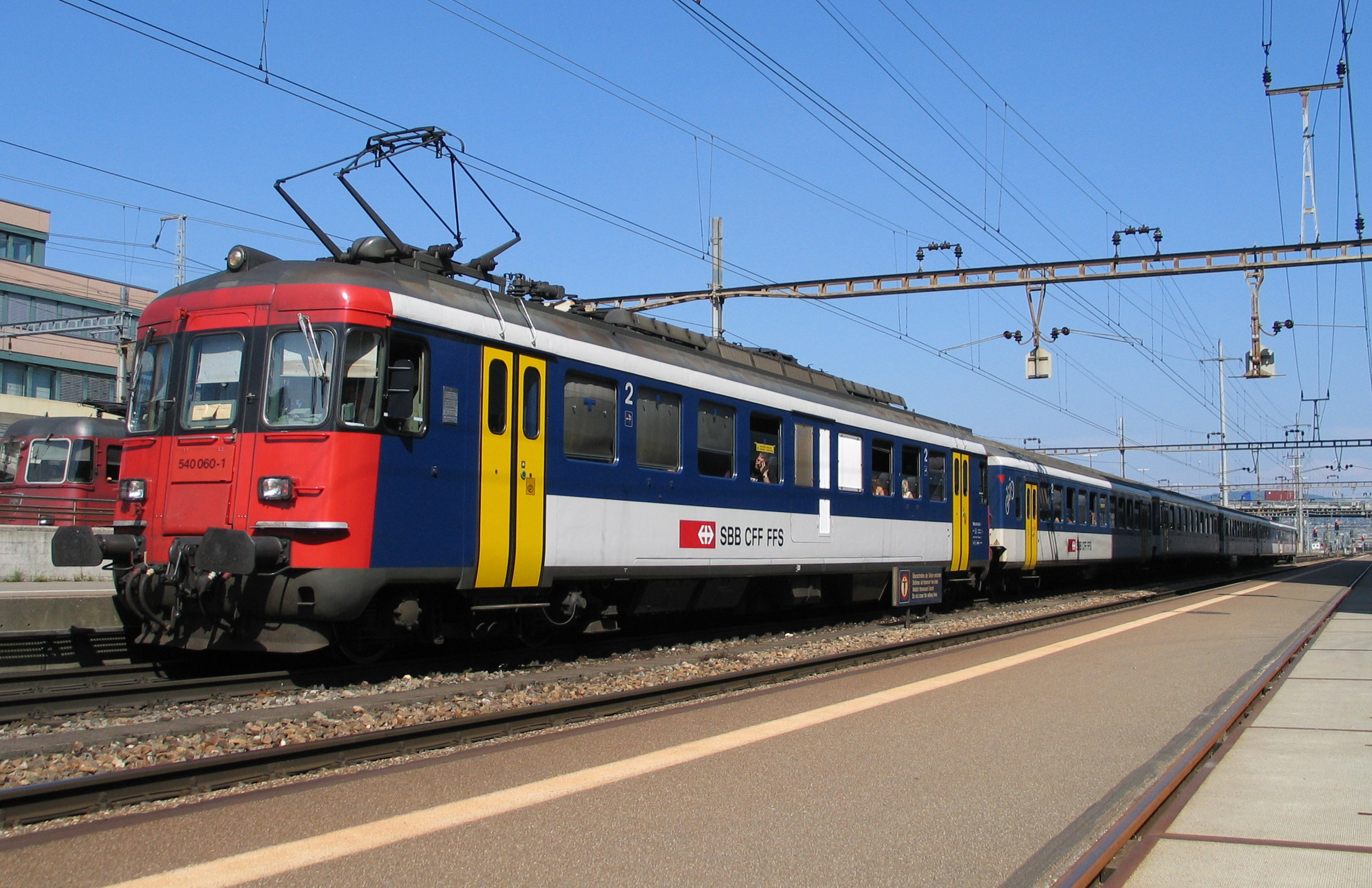
Automotrice RBe 540 ricostruita

Inizialmente le RBe 4/4 vennero poste alla testa di treni a lunga percorrenza sulle linee dell'altipiano. In seguito all'entrata in servizio delle locomotive Re 4/4II furono destinate ai servizi locali per cui erano state progettate.
A partire dal 1992, le 74 unità di serie ancora esistenti vennero sottoposte a un'approfondita ristrutturazione, con un nuovo equipaggiamento elettrico a tiristori. Le elettromotrici sono state riclassificate nel gruppo RBe 540, con numeri da 006 a 079.
Attualmente le RBe 540 vengono utilizzate al traino di vetture unificate serie CU I e CU II su diverse relazioni regionali, fra cui la rete celere di Zurigo.